# Katabolit represszió
A katabolit represszió vagy glükózhatás a mikroorganizmusok, különösen a baktériumok szénhidrát-anyagcseréje, enzimszintézise során megfigyelt jelenség, amelynek lényege hogy a szintézisben jelen lévő monoszacharidok vagy egyéb szénhidrátok csökkentik, esetleg meg is akadályozzák az indukciót. A jelenséget először az Escherichia coli glükóz által katalizált enzimszintézisében figyelték meg, innen ered a némiképp szűkítő értelmezésű glükózhatás elnevezés. A feltételezések szerint a glükóz, a monoszacharid vagy azok valamely anyagcsereterméke (katabolitja) felelős a represszióért, s hatása aspecifikus, azaz a legkülönfélébb enzimek indukciójára azonos módon hat (néhány mutáns baktériumtörzset kivéve, amelyek nem mutatnak katabolit repressziót). A represszív hatást az anyagcsere-folyamatokat aktiválni képes adenozin-3’,5’-ciklofoszfát (c-AMP) felfüggeszti.